# Епічний фільм

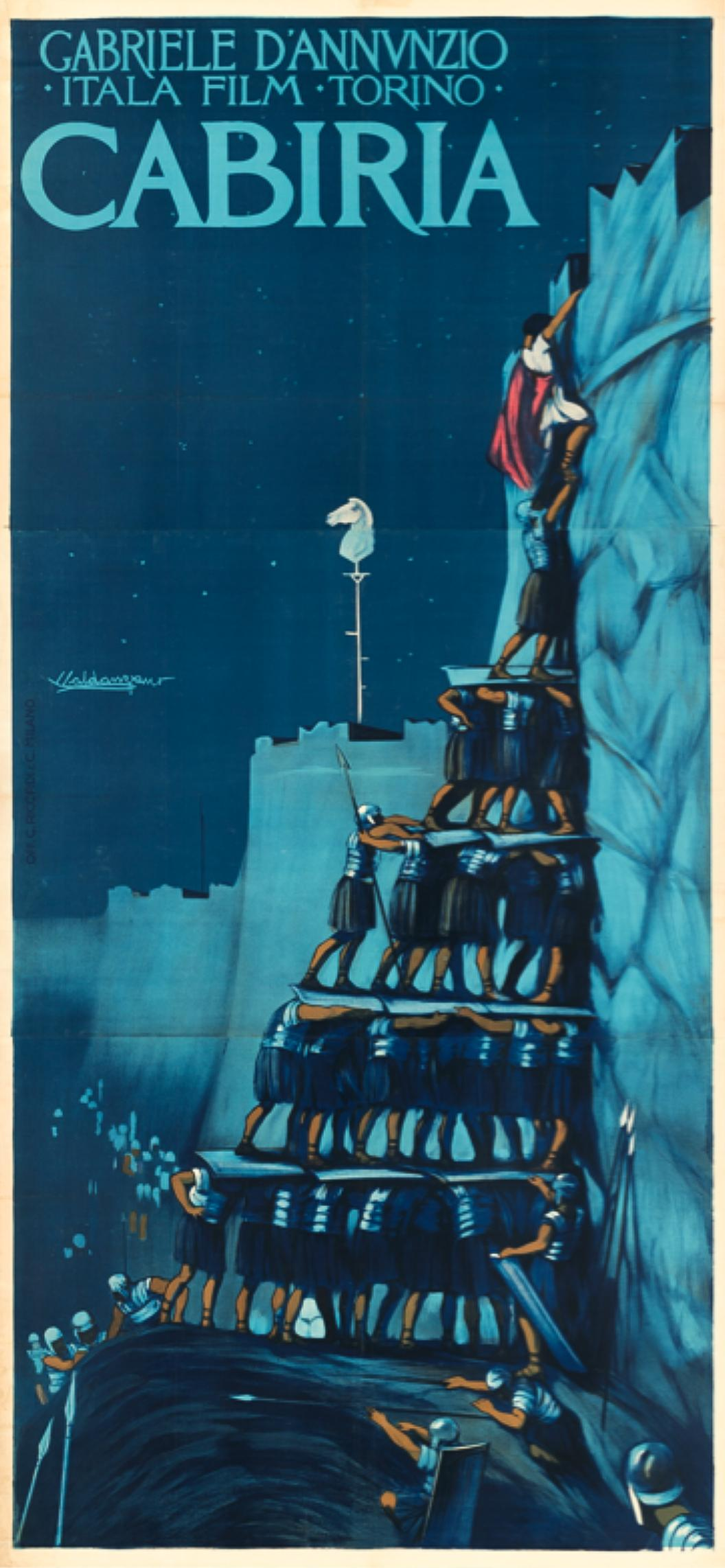
Італійський фільм Кабірія (1914) є найстарішим епічним фільмом і одним з найвпливовіших в історії світового кіно.

Епі́чні фі́льми — це широкомасштабний стиль кіновиробництва, основними рисами якого є великий розмах і видовищність. Використання терміна з часом змінювалося, від позначення жанру фільму, до простого синоніма високобюджетного кінематографа. Подібно епосу, в його класичному літературному розумінні, він часто зосереджується на зображенні героїчного персонажу. Претензійна природа епіка допомагає виокремити його з інших жанрів кіно, таких як історична стрічка або пригодницький фільм.
Епічні історичні фільми, як правило, зображають історичну або міфічну подію, а також додають екстраординарне середовище та розкішні костюми, коштовний музичний супровід, з масштабним акторським складом, що робить їх одними з найдорожчих фільмів для виробництва. Найпоширенішою темою епічних фільмів є королівські особи та важливі фігури різних періодів світової історії.

## Особливості
Термін «епос» походить з поетичного жанру, прикладами якого стали такі відомі твори, як «Іліада», «Епік Гільгамеша» та «Одіссея». У класичній літературі епосом вважають твори, що зображають подвиги та подорожі героїв, від яких залежить доля великої кількості людей. Подібно, фільми, описані як «епічні», як правило, висвітлюють історичну особу або міфічну героїчну фігуру. Основними персонажами епосів є королівські особи, гладіатори, великі воєначальники або провідні діячі різних періодів світової історії. Проте є кілька фільмів, які описуються як «епічні» лише через їх величезний розмах та видовищні панорамні місця знімань, серед них: «Як був завойований Захід» чи «На схід від раю», які не мають типової структури класичного епіка, але зняті в епічному стилі.
Описуються як «епічний» за змістом і такі фільми, події яких часто відбуваються під час війни чи іншої суспільної кризи, хоча зазвичай вони охоплюють більш тривалий проміжок часу, іноді протягом прийдешніх і минулих поколінь. Подібні фільми, як правило, мають історичний сетинг, хоча в останні десятиліття стають поширеними фантастичне чи науково-фантастичне оформлення. Центральний конфлікт фільму зазвичай має далекосяжні наслідки, що часто змінюють хід історії. Дії головних персонажів найчастіше є ключовими у вирішенні суспільного конфлікту.
У своїй класифікації фільмів за жанром Американський інститут кіномистецтва обмежується лише історичними фільмами, такими як «Бен-Гур». Проте кінознавці, такі як Костянтин Сантас, готові розширити це значення до науково-фантастичних фільмів, таких як: «2001: Космічна Одіссея» та «Зоряні війни». Лінн Рамі пропонує, що "звісно, один з найважчих жанрів кіно — «епічний фільм», прикладами якого є «Бен-Гур», «Віднесений вітром» …, а зовсім нещодавно — «300 спартанців» та «Зоряні війни»… проте жоден з них не походить від літературного епосу, як такого, і лише мінімум пов'язує їх між собою. Ті, хто підтримує вивчення жанрового кіно, нехтують та ігнорують епос найбільше. Нарешті, хоч American Movie Channel формально і визначає епічні фільми як історичні, вони, а проте, зазначають, що епічна стрічка може містити в собі і наукову-фантастику, прикладом цього є «Зоряні війни».
Стилістично, фільми, визначені як епічні, зазвичай використовують захоплюючі місця знімань і спеціально розроблені костюми, часто супроводжуються неймовірним музичним твором, а також групою акторів, що приноситимуть прибуток. Епіки, зазвичай, є найдорожчими фільмами для виробництва. Вони часто знімаються на справжніх локаціях, з грандіозними за масштабом екшн сценами та зі спеціально розробленими костюмами, що відповідають історичному періоду. Біографічні стрічки можуть бути менш марнотратними версіями цього жанру.
Багато письменників можуть називати кожен фільм, який є «довгим» (понад дві години), епопеєю, що робить визначення епіку суперечливим і підіймає питання, чи це взагалі є «жанром». Як писав Роджер Еберт у статті «Великі фільми» про кінострічку «Лоуренс Аравійський»:
В останні роки світові кіноепіки стали синонімами блокбастерів категорії «Б». Переглядаючи фільм Лоуренс Аравійський, ви усвідомлюєте, що слово епічний показує не вартість виробництва, а розмах ідей і бачення. Агирре, Гнів Божий не вартує стільки, скільки Перл-Харбор, але перше є епіком, друге є ні.
Комедійний фільм «Монті Пайтон і Священний Грааль» мав жартівливе гасло «Змусимо „Бен-Гура“ виглядати епічно».

## Історія
Епік є одним з найстаріших кінематографічних жанрів. Одним із перших прикладів є тригодинний німий фільм Джованні Пастроне «Кабірія» про пунічні війни, який заклав основу для подальших німих епопей Д. В. Гріффіта .
Цей жанр досяг піку популярності на початку 1960-х рр.,  коли Голлівуд часто співпрацював з іноземними кіностудіями (такими як римська Чінечітта), щоб знімати в порівняно екзотичних місцях Іспанії, Марокко та інших країн для епічних фільмів, таких як «Ель Сід» (1961) або «Лоуренс Аравійський» (1962). Цей бум міжнародного кіновиробництва, як правило, вважається завершеним після таких стрічок: «Клеопатра» (1963), «Падіння Римської імперії» (1964) та «Доктор Живаго» (1965). Тим не менш, фільми в цьому жанрі продовжували з'являтися, одним із помітних прикладів є стрічка «Війна і мир» режисера Сергія Бондарчука, реліз якої відбувся на території колишнього Радянського Союзу в 1968 році, і вважається найдорожчою кінострічкою в історії.
Епічні фільми продовжують знімати, хоча з часу розробки CGI вони зазвичай використовують комп'ютерні ефекти, а не реальні масовки у тисячі осіб. З 1950-х років такі фільми регулярно знімаються з широким співвідношенням сторін для більш захоплюючого та панорамного театрального досвіду.

## Сприйняття публікою

### Валовий дохід
Тривала популярність епосу часто пояснюється їх здатністю приваблювати широку аудиторію. Багато найкасовіших фільмів усіх часів були епіками. У 1997 році фільм «Титанік», який називають допоміжним у відродженні жанру, зібрав 658 мільйонів доларів у домашньому прокаті та понад 2,1 мільярда доларів у всьому світі, що стало другим найкасовішим фільмом усіх часів, поступаючись лише «Аватару» 2009 року, ще одному епічному фільму, який зібрав 2,7 мільярда доларів у світовому прокаті.  Якщо взяти до уваги інфляцію, то історична епопея, «Віднесені вітром» є найкасовішим фільмом Сполучених Штатів. Враховуючи інфляцію стрічка зібрала 1,8 мільярдів доларів лише в Сполучених Штатах Америки. Зважаючи на зріст ціни на квитки, науково-фантастичний/фентезійний епік «Зоряні війни» є другим, із загальним прибутком у 1,6 мільярдів доларів США.

### Нагороди Кіноакадемії
До цього часу найбільшу кількість нагород «Оскар», яку коли-небудь отримував один фільм, становить 11 перемог у різних номінаціях. Цей подвиг здійснило лише за 3 фільми («Бен-Гур», «Тита́нік» і «Володар перснів: Повернення короля»), усі з яких вважаються епопеями.